# M. William Bray
M. William Bray, besser bekannt als Bill Bray, (* 25. September 1889 in Churubusco, Clinton County, New York; † 17. Januar 1961) war ein US-amerikanischer Rechtsanwalt und Politiker.

## Werdegang
M. William Bray graduierte 1911 am Union College und 1914 an der Albany Law School. Nach seiner Zulassung als Anwalt fing er in Utica (New York) an zu praktizieren. Bray verfolgte auch eine politische Laufbahn. Er hatte 1924 den Vorsitz über das Oneida County Democratic Committee und zwischen 1928 und 1930 über das New York State Democratic Committee. Ferner nahm er als Delegierter in den Jahren 1928, 1932, 1940 und 1948 an den Democratic National Conventions teil.
Eine Gruppe von prominenten Politikern, bestehend aus dem Gouverneur Franklin D. Roosevelt, dem früherer Gouverneur Alfred E. Smith und dem Parteivorsitzenden James A. Farley, erzwang trotz des Widerstands seitens der Tammany Hall und deren Verbündeter 1932 die Nominierung von Herbert H. Lehman für das Amt des Gouverneurs von New York. Als Friedensangebot sagte Farley der Tammany die Wahl des Vizegouverneurs zu, so dass Bray nominiert wurde. Bei der nachfolgenden Gouverneurswahl von 1932 erlangen beide jeweils einen Sieg und wurden danach noch zweimal, 1934 und 1936, zusammen wiedergewählt. Bray wurde dann 1938 von Charles Poletti ersetzt.
Noch bevor Gouverneur Lehman 1942 von seinem Amt zurücktrat, berief er Bray in die New York Public Service Commission. Später war Bray als Sachverständiger in Insolvenzfällen tätig und 1950 Präsident der staatlichen Anwaltskammer von New York.

## Familie
M. William Bray war der Sohn von John Bray und Hannah Bray.